# Elfie Dugal
Elfie Dugal, eigentlich Elfriede Kuczorski, geborene Dugall, (* 14. Februar 1920 in Berlin; † 22. April 2018 in Meersburg) war eine deutsche Schauspielerin und Synchronsprecherin. Sie war die Tochter des Berliner Theaterregisseurs und -schauspielers Wilhelm Dugall (1888–1961). Ihre ersten Bühnenerfahrungen sammelte sie bereits im Alter von 12 Jahren.
Nach einigen Rollen bei der DEFA gehörte sie von 1958 bis 1968 zum Ensemble des Hebbel-Theaters. Seit Ende der 1960er Jahre lebte sie in Meersburg am Bodensee.

## Filmografie (Auswahl)
- 1937: Nachtbesuch (Kurzfilm)
- 1938: Heimat
- 1944: Die Affäre Roedern
- 1946: Freies Land
- 1948: Chemie und Liebe
- 1948: Und wieder 48
- 1949: Die Brücke
- 1949: Der Biberpelz
- 1950: Der Rat der Götter
- 1950: Das kalte Herz
- 1950: Die lustigen Weiber von Windsor
- 1951: Die Meere rufen
- 1951: Das Beil von Wandsbek
- 1951: Modell Bianka
- 1953: Die Unbesiegbaren
- 1955: Roman einer Siebzehnjährigen
- 1957: Alter Kahn und junge Liebe
- 1958: Der eiserne Gustav
- 1958: Gestehen Sie, Dr. Corda!
- 1961: Wer die Wahl hat (TV)
- 1969: Heintje – Ein Herz geht auf Reisen